# Csaholc
Csaholc község Szabolcs-Szatmár-Bereg vármegyében, a Fehérgyarmati járásban.

## Fekvése
A vármegye keleti részén, a Szatmári-síkság erdőháti részén fekszik.
Szomszédai: észak felől Kölcse és Sonkád, kelet felől Túrricse, dél felől Kisnamény, nyugat felől pedig Vámosoroszi. Közigazgatási területe északkeleti irányból Tisztaberekhez tartozó határrészekkel érintkezik, maga Tisztaberek település azonban távolabb fekszik, még Túrricsétől is délkeletre.
A térség fontosabb települései közül Fehérgyarmat 18, Császló 13,5, Gacsály 9, Kisnamény 6, Vámosoroszi pedig 5 kilométer távolságra található.

### Megközelítése
A településen végighalad, nagyjából nyugat-keleti irányban a Mándtól Rozsályig húzódó 4132-es út, közúton ezen érhető el a két végponti település, továbbá a térség központjának számító Fehérgyarmat és a 491-es főút felől is. Kisnaménnyal és azon keresztül a tőle délre fekvő településekkel a 4144-es út kapcsolja össze.
Vasútvonal nem érinti.

## Története
Csaholc és környéke ősidők óta lakott helynek számít, környékén késő bronzkori leletek (sarló, karperec, lándzsa, tokos-balta, kard, csengődísz, bronzöv-töredék) kerültek elő.
Már a 14-15. században jelentős község volt. Nevét 1418-ban Chahowcz, 1446-ban Chaholcz, 1462-ben Chahocz alakokban írták.
A település ősi földesurai a Matucsinayak voltak, 1387-ben azonban hűtlenség miatt birtokaikat a Rozsályi Kúnok, Báthoryak és a Szántai Petőfiek kapták, kikről aztán az egész birtok leányágon a Báthoryakra szállt. A Matucsinayak 1395-ben birtokuk egy részét újra visszakapták, de 1436-ban újra hűtlenségbe estek, ekkor az ő részük is a Báthoryaké lett. 1425-ben Báthory István asztalnokmester (később országbíró), Rosályi Kún László és Jakab Matucsinay Domokos és Miklós birtoka lett, s ugyanekkor határát is megjárták, s külön-külön megjelölték határneveit is: Gymszomoga erdő, Esztergant-erdő, Kerekrakattya-hely, Kalna-bokor hely, Formasrakattya, Karthon-erdő, Domankus földe, -pataka forrás, Maythapataka erdő, Sárvyze folyó elnevezésekkel.
A 16. században a Báthoryak mellett a Rozsályi Kúnok és a Drágfiak birtokosok a településen.
A 17. században nagyrészt a Rozsályi uradalomhoz tartozott, melyre 1652-ben Rosályi Kún István új királyi adományt nyert rá. 1662-ben a falu református templomában tartották a vármegyegyűlést.
A 19. században a Darvay, Morvay, Gáspár, Domahidy, Ajtay, Simándy, Kállay, Végh, Radnóczy, Istvándy, Német, Ernyey, Csakay stb. családoknak volt itt része.  A 20. század elején az Isaák és Vállyi családok voltak a birtokosai.
A falu lakosságának fő megélhetési forrása ma is a mezőgazdaság. A rendszerváltás előtt itt működő termelőszövetkezet az idők folyamán részvénytársasággá alakult át, s ma a legnagyobb munkáltatók közt tartják számon.
Az itt működő volt állami gazdaság területén pedig szabadtartásos szarvasmarhatenyésztés folyik, mely szintén több helyi lakosnak biztosít munkát.
A falu infrastrukturális ellátottsága folytán az ivóvíz a lakások 80, a gázellátásnál 52, a szennyvízvezeték a lakások 43%-ánál van kiépítve. A telefon, kábeltelevíziós szolgáltatás ugyancsak biztosított a településen.

## Közélete

### Polgármesterei
- 1990–1994: Máté Tiborné (független)[3][4]
- 1994–1998: Máté Tiborné (független)[5][6]
- 1998–2002: Máté Tiborné (független)[7][8]
- 2002–2006: Kádár Zsigmond Bálint (független)[9][10]
- 2006–2010: Kádár Zsigmond Bálint (független)[11]
- 2010–2014: Dr. Al-Syed Isam (Fidesz–KDNP)[12]
- 2014–2016: Dr. Al-Syed Isam (Fidesz–KDNP)[13][14]
- 2017–2019: Dr. Al-Syed Katalin (Fidesz–KDNP)[15][16]
- 2019–2024: Bócsi Tamás (független)[17]
- 2024– : Bócsi Tamás (független)[1]

A településen 2017. január 22-én időközi polgármester-választást kellett tartani, mert az addigi, jemeni származású, háziorvos foglalkozású polgármester az előző év szeptemberében, alig 53 évesen elhunyt. A polgármesteri posztra a lakosok a ciklusból hátralévő, bő két és fél évre a korábbi faluvezető ugyancsak fideszes feleségét választották meg, szerény, de egyértelmű többséggel (182:175 szavazati aránnyal) a második helyezett független jelölt, Bócsi Tamás ellenében. (A választásnak volt egy harmadik, munkáspárti jelöltje is, de ő 0 szavazatot kapott.)
A csonka ciklus leteltével dr. Al-Syed Katalin nem jelöltette magát újra, így Bócsi Tamás 2019 őszén már ellenjelölt nélkül indulhatott el a faluvezetői posztért, és nem meglepő módon el is nyerte azt.

## Népesség
A település népességének változása:
| Lakosok száma | 544  | 556  | 559  | 717  | 495  | 494  | 488  |
|               | 2013 | 2014 | 2015 | 2021 | 2022 | 2023 | 2024 |

2001-ben a település lakosságának 72%-a magyar, 28%-a cigány nemzetiségűnek vallotta magát.
A 2011-es népszámlálás során a lakosok 91,6%-a magyarnak, 36,8% cigánynak, 0,2% németnek, 2,6% románnak, 0,2% ukránnak mondta magát (8,4% nem nyilatkozott; a kettős identitások miatt a végösszeg nagyobb lehet 100%-nál). A vallási megoszlás a következő volt: római katolikus 4,6%, református 67,4%, görögkatolikus 2,7%, evangélikus 0,2%, felekezeten kívüli 3,7% (14,3% nem válaszolt).
2022-ben a lakosság 88,9%-a vallotta magát magyarnak, 29,7% cigánynak, 0,8% ukránnak, 0,8% románnak, 0,2% németnek, 0,2% ruszin, 1% egyéb, nem hazai nemzetiségűnek (11,1% nem nyilatkozott; a kettős identitások miatt a végösszeg nagyobb lehet 100%-nál). Vallásuk szerint 1,8% volt római katolikus, 56,6% református, 1,4% görög katolikus, 5,9% egyéb keresztény, 0,4% ortodox, 11,5% felekezeten kívüli (20,8% nem válaszolt).

## Nevezetességei
- Református temploma 1828 és 1867 között épült, romantikus stílusban, 2002-ben állították helyre.
- Az első és második világháborúban elesettek emlékművét 1992-ben állították fel a templomkertben.